# Supermarine 525
Supermarine Type 525 là một mẫu thử máy bay tiêm kích phản lực hải quân của Anh trong thập niên 1950.

## Quốc gia sử dụng
- Supermarine (Vickers-Armstrong)
- Viện khoa học hàng không và vũ khí thử nghiệm

## Tính năng kỹ chiến thuật (Type 525)
Dữ liệu lấy từ The British Fighter since 1912
Đặc tính tổng quát
- Kíp lái: 1
- Chiều dài: 55 ft 0 in (16,76 m)
- Sải cánh: 38 ft 6 in (11,73 m)
- Trọng lượng có tải: 19.910 lb (9.031 kg) [2]
- Trọng lượng cất cánh tối đa: 28.169 lb (12.777 kg) [2]
- Động cơ: 2 × Rolls-Royce Avon R.A.3 kiểu động cơ tuabin phản lực, 6.500 lbf (29 kN) thrust mỗi chiếc

Hiệu suất bay
- Vận tốc cực đại: 647 mph (1.041 km/h; 562 kn) trên độ cao 30.000 ft (9.140 m)[2]
- Vận tốc cực đại: Mach 0,954
- Trần bay: 42.600 ft (12.984 m)